# Marcus Posley
Marcus Steffon Posley (Rockford, 14 aprile 1994) è un ex cestista statunitense.